# Abraham Brill
Pour les articles homonymes, voir Brill.
Abraham Arden Brill, né le 12 octobre 1874 à Kanczugv, ville de Galicie alors autrichienne, et mort le 2 mars 1948 à New York, est un psychiatre et psychanalyste américain. Il est le fondateur, en 1911, de la New York Psychoanalytic Society. 

## Biographie

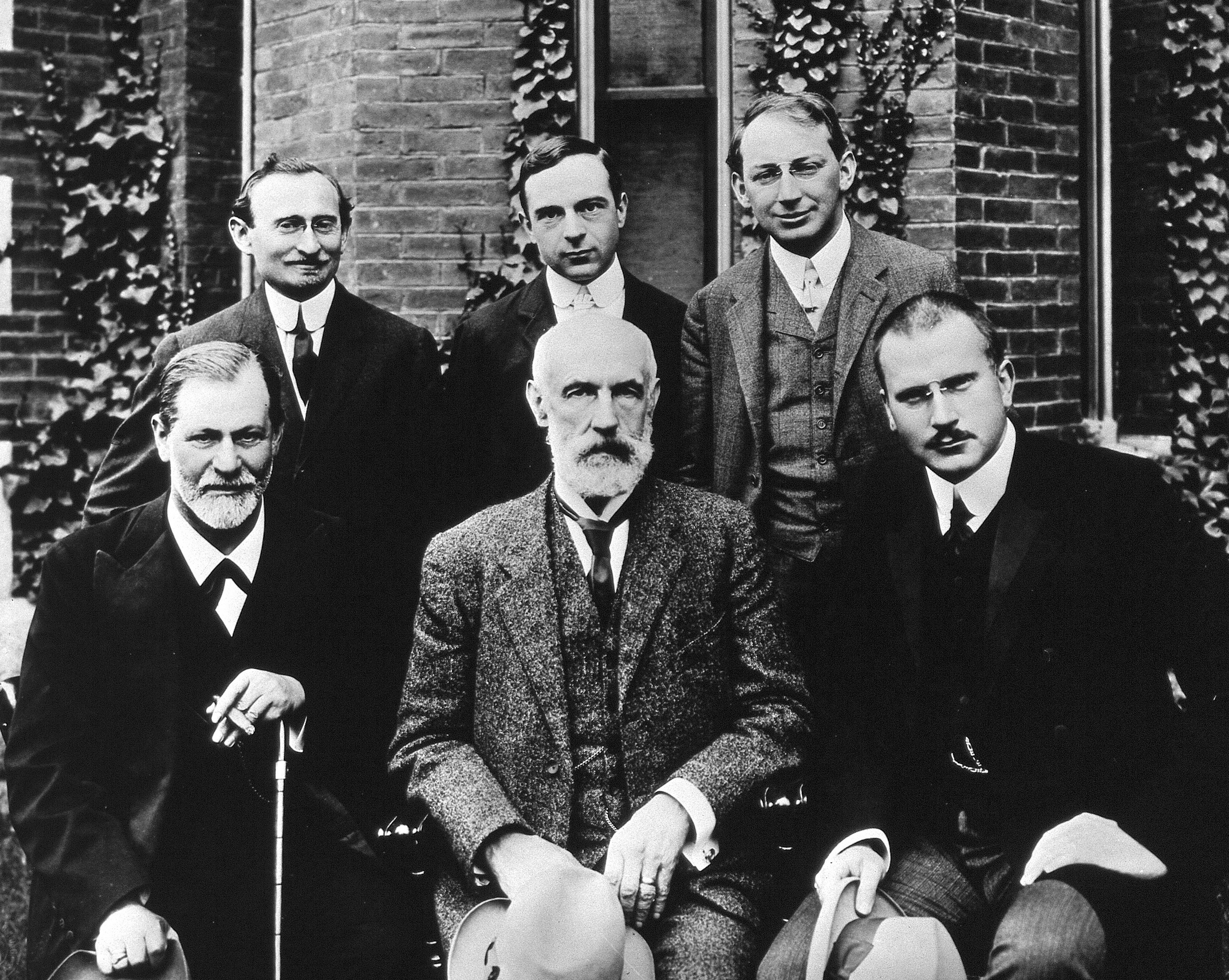
Abraham Brill, 2e rang à gauche, devant la Clark University (1909)

Abraham Brill naît en Autriche, son père est sous-officier dans l'armée. Il émigre seul aux États-Unis, en 1889. Il réalise ses études secondaires tout en travaillant, puis est diplômé de l'université de New York en 1901. Il fait ses études de médecine au collège de médecine et de chirurgie de l'université Columbia dont il obtient le diplôme en 1904. Il travaille ensuite comme psychiatre dans un hôpital new-yorkais (1903-1907), puis se rend en Europe, séjournant à Paris, puis à Zurich, où il s'initie à la psychanalyse avec Eugen Bleuler et Carl Gustav Jung. Il rentre aux États-Unis en 1908 et prend un poste d'assistant dans le service des maladies mentales à l'hôpital Bellevue.

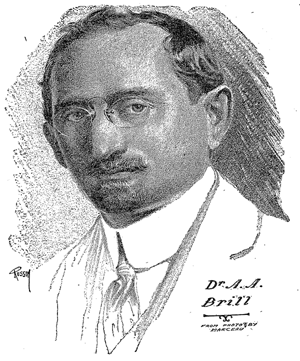
Illustration d'un article du New York Times (1913)

Il assiste en 1909 aux conférences données par Freud à la Clark University, et accompagne Freud durant son séjour. Il devient l'un des premiers et plus actifs partisans de la psychanalyse.
Alors qu'Ernest Jones décide de créer l'American Psychoanalytic Association (APsaA) en 1911, dont Brill devrait devenir le secrétaire, ce dernier devance cette création en fondant le 12 février 1911, avec onze médecins, la New York Psychoanalytic Society, dont il devient le principal responsable. Il contribue de façon majeure à la diffusion de la psychanalyse aux États-Unis, par des conférences, des cours, des interventions devant des associations professionnelles de médecins et par ses traductions en anglais de la plupart des œuvres importantes de Freud, ainsi que plusieurs ouvrages de Carl Gustav Jung et d'Eugen Bleuler.
Il prend position contre l'analyse profane et la possibilité pour de non-médecins d'exercer la psychanalyse, s'opposant à Freud sur ce point.

## Responsabilités institutionnelles
Il devient membre de l'American Psychoanalytic Association en 1914, il en est le président en 1919-1920 puis en 1925-1936. Il s'attache à assurer l'autonomie de cette association au sein de l'Association psychanalytique internationale. Son importance institutionnelle est battue en brèche par d'autres psychanalystes américains, mais surtout par l'arrivée des psychanalystes « viennois » durant les années 1930.

## Publications
- Psychoanalysis: Its Theories and Practical Application, 1912.
- Fundamental Conceptions of Psychoanalysis, 1921